# Enlil-nadin-apli
Enlil-nadim-apli est le cinquième roi de la seconde dynastie d'Isin. Fils de Ninurta-nãdin-šumi, il semble avoir régné quatre ans vers 1104-1101 av. J-C. Peu d'informations sont aujourd'hui connues à son sujet. Il est supposé être mineur lors de son accession au trône et être mort sans descendance. Son oncle Marduk-nadin-ahhe lui succède.